# Brohmer Berge
Brohmer Berge este o arie protejată (arie de protecție specială avifaunistică — SPA) din Germania întinsă pe o suprafață de 4.125 ha, integral pe uscat.

## Localizare
Centrul sitului Brohmer Berge este situat la coordonatele 53°34′16″N 13°48′52″E / 53.5711°N 13.8144°E.

## Înființare
Situl Brohmer Berge a fost declarat arie de protecție specială avifaunistică în aprilie 2008 pentru a proteja 21 de specii de animale.

## Biodiversitate
Situată în ecoregiunea continentală, aria protejată nu include niciun habitat protejat.
La baza desemnării sitului se află mai multe specii protejate de  păsări (21): pescăruș albastru (Alcedo atthis), acvilă țipătoare mică (Aquila pomarina), chirighiță neagră (Chlidonias niger), barză albă (Ciconia ciconia ciconia), erete de stuf (Circus aeruginosus), prepeliță (Coturnix coturnix), cristeiul de câmp (Crex crex), ciocănitoarea de stejar (Dendrocopos medius), ciocănitoare neagră (Dryocopus martius), presură sură (Emberiza calandra), muscar (Ficedula parva), Grus grus grus, codalb (Haliaeetus albicilla), sfrâncioc roșiatic (Lanius collurio), gaia neagră (Milvus migrans), gaia roșie (Milvus milvus), muscar sur (Muscicapa striata), viespar (Pernis apivorus), chiră de baltă (Sterna hirundo), turturică (Streptopelia turtur), silvie porumbacă (Sylvia nisoria).